# Euphrasia officinalis
Euphrasia officinalis o Euphrasia rostkoviana es una especie perteneciente a la familia de las orobancáceas. En inglés se le conoce como eyebright.

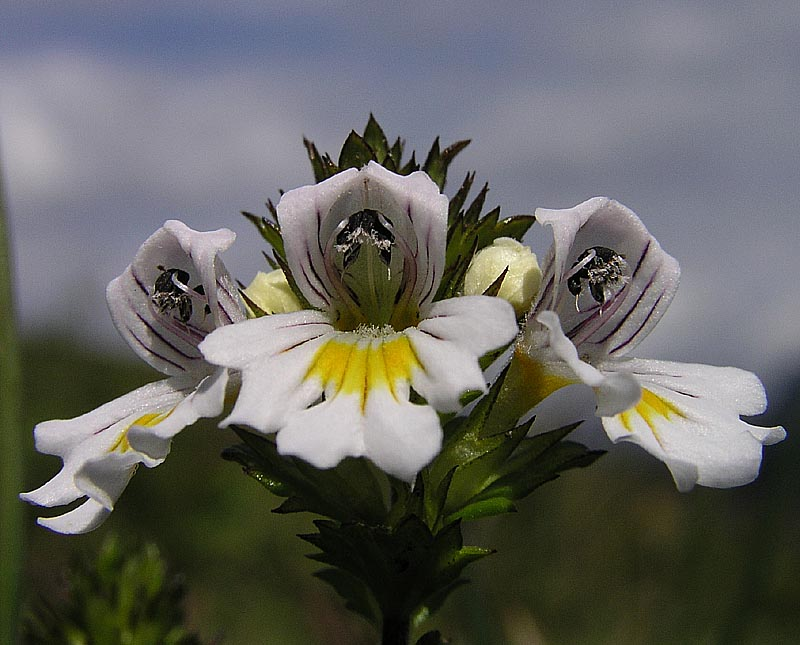
Flor.

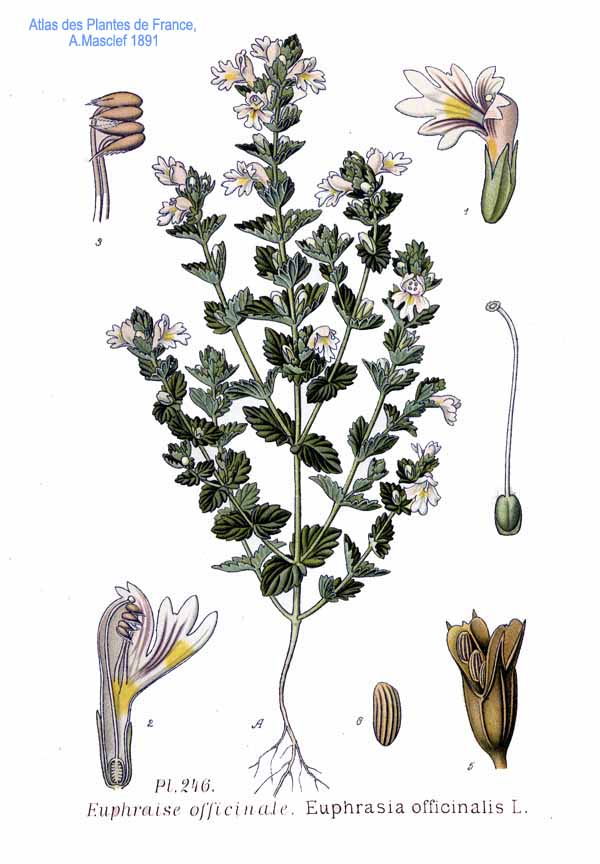
Ilustración

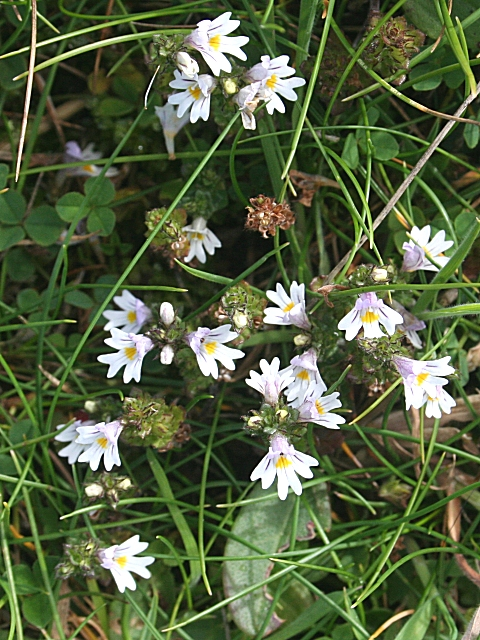
En su hábitat

## Distribución y hábitat
Es una planta natural de Europa central Asia y Norteamérica donde crece en praderas y pastizales. Común en prados de media montaña hasta 2000 msnm, prefiere ambientes húmedos y terrenos acidófilos. Florece en el hemisferio boreal entre mayo y septiembre.

## Descripción
Es una pequeña planta anual con tallo caído y cuadrado que puede alcanzar 5-25 cm de altura. Las hojas son ovales, numerosas, opuestas, acanaladas y dentadas. Las flores en racimos laxos, tienen la corola blanca con tinte malva o rojo con vetas púrpura y con una mancha amarilla en el labio inferior. El fruto es una vaina.

## Propiedades
- Es un remedio popular para las afecciones de los ojos.
- Recomendado para conjuntivitis, lagrimeo y blefaritis.
- Astringente (antidiarréico, hemostático por vasoconstricción local, cicatrizante), antiinflamatorio, eupéptico, antiséptico.
- Indicado para diarreas, dispepsias hiposecretoras. Conjuntivitis, blefaritis, estomatitis, rinitis, coriza, faringitis, resfriados, gripe.

Principios activos
Contiene taninos gálicos (7%). Ácidos fenolcarboxílicos: caféico, vainíllico. Flavonoides: quercetósido, apigenósido. Heterósidos iridoides: aucubósido, catalpol, eufrósido, ixorósido. Trazas de alcaloides; lignanos; heterósidos fenilpropánicos.

## Taxonomía
Euphrasia officinalis fue descrita por (L.) Hook. y publicado en Species Plantarum 2: 604. 1753.
Etimología
Euphrasia: nombre genérico que proviene de la palabra griega "euphrosyne" que significa "alegría". Esta alegría se asociaba con la sensación que experimentaba el enfermo cuando recuperaba la visión. 
officinalis: epíteto latíno que significa "planta medicinal, vendida en herbarios"
Sinonimia
- Euphrasia brevipila Burnat & Gremli ex Gremli
- Euphrasia condensata Jord.
- Euphrasia stricta J.P.Wolff ex J.F.Lehm.
- Euphrasia rigidula Jord.[4]
- Bartsia imbricata Lapeyr.
- Euphrasia officinalis f. pygmaea Lange
- Odontites caucasicus K.Koch[5]

Variedades
- Euphrasia officinalis subsp. anglica (Pugsley) Silverside
- Euphrasia officinalis subsp. campestris (Jord.) Kerguélen & Lambinon
- Euphrasia officinalis var. gracilis Fr.
- Euphrasia officinalis subsp. kerneri (Wettst.) Eb.Fisch.
- Euphrasia officinalis var. mollis Ledeb.
- Euphrasia officinalis subsp. monticola Silverside
- Euphrasia officinalis var. tenuis Brenner
- Euphrasia officinalis subsp. versicolor (A.Kern.) Vitek